# Парубчак Іван Орестович
Парубчак Іван Орестович (*06 лютого 1976 у м. Львів) — професор, професор публічного управління та адміністрування, доктор наук з державного управління, завідувач кафедри публічного управління та адміністрування (2017–2023). З вересня 2023 року – виконувач обов’язків ректора Львівського національного університету ветеринарної медицини та біотехнологій імені С. З. Ґжицького.

## Біографія
Народився 06 лютого 1976 року у місті Львові. Закінчив Державний університет «Львівська політехніка» (1998), спеціальність «Хімічна технологія палива та вуглецевих матеріалів»; Львівський національний університет імені Івана Франка (2002), спеціальність «Правознавство»; Львівський регіональний інститут державного управління Української Академії державного управління при Президентові України (2002), спеціальність «Державне управління».
Завдяки високому професіоналізму, поєднанню теорії та практики в системі освіти і державного управління Іван Парубчак працював радником першого заступника голови Львівської обласної ради із соціально-гуманітарних питань (2002–2007); старшим викладачем, доцентом, заступником завідувача кафедри філософії та економіки (2007–2014) Львівського національного медичного університету імені Данила Галицького; професором кафедри зовнішньоекономічної діяльності Львівського національного університету ветеринарної медицини та біотехнологій імені С. З. Ґжицького (2015–2017); завідувачем кафедри публічного управління та адміністрування (2017–2023); (вересень 2023 року і дотепер) – виконувач обов’язків ректора Львівського національного університету ветеринарної медицини та біотехнологій імені С. З. Ґжицького.

## Наукова діяльність
Парубчак Іван Орестович зробив вагомий особистий внесок у розвиток вітчизняної освіти і науки, плідну навчально-педагогічну діяльність, підготовку високо-кваліфікованих кадрів. 
Академік громадської академії публічного управління (2019).
Протягом 2015–2021 років член двох спеціалізованих вчених рад із захисту дисертаційних робіт з державного управління (м. Одеса, м. Київ). 
Член редакційних колегій трьох наукових фахових видань з публічного управління та адміністрування. 
Член постійно діючих докторських спеціалізованих вчених рад з державного управління Національного університету «Львівська політехніка» та Національного університету «Одеська політехніка».
Член спільної робочої групи Міністерства освіти та науки і Національного агентства з питань державної служби із проведення експериментального ЄДКІ спеціальності 281 «Публічне управління та адміністрування» у 2021 році. 
Автор та співавтор понад 120 наукових праць, колективних та одноосібних монографій і навчальних посібників. 
Під науковим керівництвом та консультуванням захищено 9 дисертаційних робіт у галузі науки 281 «Публічне управління та адміністрування».

## Університет
Професор Парубчак І.О. є головним редактором  журналу «Сільський господар» і «Науковий вісник» Львівського національного університету ветеринарної медицини та біотехнологій імені С. З. Гжицького".
Професор І. О. Парубчак є координатором проведення науково-практичних міжнародних та всеукраїнських конференцій, симпозіумів та семінарів.

## Відзнаки та нагороди
Державна нагорода. Грамота за заслуги перед Українським народом Верховної Ради України (2021); Медаль «За сумлінну працю» Профспілки Кабінету Міністрів України (2023).